# كلية التكنولوجيا والتنمية (جامعة الزقازيق)
كلية التكنولوجيا والتنمية التابعة لجامعة الزقازيق قام بتأسيس هذه الكلية الأستاذ الدكتور سيد الشيخ إبراهيم علي يونس، وعندها تقدم بمشروع تحويل معهد الكفاية الانتاجية إلى كلية التكنولوجيا والتنمية، بعد أن قام بوضع البنية الأساسية للائحة الكلية ونظام الدراسة فيها بنظام الساعات المعتمدة، وتطوير المناهج وإعداد برامج دراسية جديدة تحاكي متطلبات سوق العمل.

## أهدافها
1- إعداد كوادر متميزة مؤهلة بالمعارف العلمية والمهارات التطبيقية المعاصرة، ما يجعلها قوة عمل فاعلة تلبي احتياجات القطاعات الإنتاجية والخدمية المحلية والقومية.
2- تقديم منتجات بحثية مبتكرة تسهم في التطوير التكنولوجي للقطاعات الصناعية والزراعية والخدمية خاصة في مناطق التنمية المستهدفة بإقليم محافظة الشرقية (العاشر من رمضان – الصالحية الجديدة – جنوب سهل الحسينية – إلخ.....) والأقاليم المحيطة.
3- تقديم خدمات التدريب والاستشارات، وتبادل الخبرات مع الشركاء في مجالات الأعمال الصناعية والزراعية والتجارية.
4- التقويم والتحديث المستمر للبرامج الدراسية لزيادة توافقها مع تطور متطلبات التنمية الاقتصادية للمجتمع المصري.
5- تشجيع البحوث التطبيقية بمشاركة منظمات الأعمال الصناعية، والزراعية، والتجارية بما يحقق النفع المتبادل.
6- أن تصبح الكلية بيت خبرة يقدم خدمات متميزة للقطاعات المجتمعية المستفيدة.
7- تنمية الموارد البشرية والمادية وتوظيفها بصورة مثلي في التعليم والبحث العلمي وخدمة المجتمع.
8- إتاحة فرص التعليم والتدريب لتطوير الأداء المهني للخريجين والمتدربين لمواكبة تطور متطلبات سوق العمل.
9- توثيق التعاون الأكاديمي والثقافي مع مؤسسات التعليم العالي لقومية والإقليمية والعالمية ذات الاهتمامات المشتركة.
10- إعداد الكلية لاستيفاء متطلبات الحصول علي الاعتماد من الهيئة القومية لضمان جودة التعليم والاعتماد.

## رسالة الكلية
توفير فرص تعليم جامعي تطبيقي مرتفع الجودة يتاح من خلالها تقديم برامج أكاديمية ذات تخصصات بينية لمجالات جديدة، تلتقي مع الاتجاهات العالمية المعاصرة في ميدان التعليم العالي التكنولوجي، وتقديم الخدمات التدريبية والاستشارية وتبادل الخبرات مع القطاعات المستفيدة، بما يلبي احتياجات التنمية المستدامة في مصر عامة والمنطقة التي تخدمها جامعة الزقازيق بصورة خاصة.

## رؤية الكلية
تنشد كلية التكنولوجيا والتنمية بجامعة الزقازيق أن تصبح نموذجاً رائداً ومعترف به للتعليم العالي التكنولوجي علي المستوي المحلي والإقليمي، من خلال تميز مخرجاتها التعليمية والبحثية وخدماتها المجتمعية ودورها في التنمية في مجالات الأعمال الصناعية والزراعية والتجارية.

## نظام الدراسة
الدراسة في هذه الكلية بنظام الساعات المعتمدة يعنى اختيار الطالب لمعظم المواد التي يدرسها بمساعدة المرشد الأكاديمي الكترونياً، كما يختار مدى العبء الدراسي الذي يريد أن يتحمله وعدد المواد في حدود النسب المقررة. يدرس الطالب ثلاث مستويات من اللغة الإنجليزية ويقضى الطالب إجازة السنة الدراسية الثالثة والترم الأول في فترة تدريب حقيقية في أحد المصانع أو المزارع أو الشركات، وبذلك يحصل على شهادة خبرة إلى جانب شهادة التخرج.
تتيح الكلية للطلاب الدراسة في فصل الصيف، وذلك منعاً لاهدار الوقت للطلاب المتخلفين بدلا من الرسوب وإعادة السنة، ويمكن للطالب أيضاً تخفيف العبء الدراسة عنه وإرجاء بعض المواد للترم الصيفي.

## أقسام الكلية
العلوم الزراعية:
1- الإنتاج النباتى
2- الإنتاج الحيوانى
3- علوم الأغذية والألبان
4- علوم الأراضي والمياه
5- الاقتصاد والإرشاد الزراعي
العلوم المالية والإدارية:
1- ريادة الأعمال والمشروعات الصغيرة
2- تكنولوجيا التسويق والتجارة الالكترونية
3- المحاسبة ونظم المعلومات
4- اقتصاد المال والأعمال

## إدارة الكلية
- عميد الكلية: أ.د/ خالد محروس
- وكيل الكلية لشئون التعليم والطلاب: أ.د/ ضياء العراقى
- وكيل الكلية لشئون الدراسات العليا: أ.د/ أحمد رميح
- وكيل الكلية لشئون خدمة المجتمع وتنمية البيئة: أ.د/ جيهان العميرى